# ديفيد بورتنوي
ديفيد بورتنوي (من مواليد 22 مارس 1977)  هو رجل أعمال أمريكي معروف في وسائل التواصل الاجتماعي، وهو مؤسس وصاحب مدونة الرياضة والثقافة الشعبية Barstool Sports .

## وقت مبكر من الحياة
نشأ بورتنوي في سوامبسكوت، ماساتشوستس . وهو ديانته اليهودية وكان لديه بار ميتزفاه .
التحق "مدرسة سوامبسكوت الثانوية" و درس"تود ماكشاي معه في نفس المدرسة من "اي اس بي ان" ، والذي ولد في22مارس1977  بدأ الالتحاق "جامعة ميشيغان "عام 1995 وتخرج بدرجة علمية في تربية التعليم . أثناء وجوده في ميشيغان، أسس بورتنوي موقع thegamblingman.com، وهو موقع إلكتروني ينشر فيه اختياراته للمراهنات الرياضية.

## حياة مهنية
بعد تخرجه من جامعة ميشيغان سنة 1999، انتقل بورتنوي إلى بوسطن وبدأ العمل مع "مجموعة يانكي" ، وهي شركة لأبحاث سوق تكنولوجيا المعلومات.